# Luís Augusto Ferreira Martins
Luís Augusto Ferreira Martins (Lisboa, 7 de abril de 1875 — Algés, Oeiras, 26 de junho de 1967) foi um general de Artilharia e historiador português.

## Biografia
Frequentou o Colégio Militar.
Foi subchefe do Estado-Maior do Corpo Expedicionário Português em França, tendo sido promovido a general em 1930.
Entre as suas obras contam-se: Portugal na Grande Guerra (1935) e História do Exército Português (1951).
Encontra-se colaboração sua na Revista Municipal (1939-1973).
O seu nome perdura na toponímia portuguesa, em nomes de arruamentos.